# Rugby League Hall of Fame
 (mai 2014).
Le Rugby League Hall of Fame est un temple de la renommée relatif au rugby à XIII.